# Weldon (Iowa)
Weldon es una ciudad ubicada en el condado de Decatur en el estado estadounidense de Iowa. En el Censo de 2010 tenía una población de 125 habitantes y una densidad poblacional de 266,65 personas por km².

## Geografía
Weldon se encuentra ubicada en las coordenadas 40°53′50″N 93°44′8″O / 40.89722, -93.73556. Según la Oficina del Censo de los Estados Unidos, Weldon tiene una superficie total de 0.47 km², de la cual 0.47 km² corresponden a tierra firme y (0%) 0 km² es agua.

## Demografía
Según el censo de 2010, había 125 personas residiendo en Weldon. La densidad de población era de 266,65 hab./km². De los 125 habitantes, Weldon estaba compuesto por el 99.2% blancos, el 0% eran afroamericanos, el 0.8% eran amerindios, el 0% eran asiáticos, el 0% eran isleños del Pacífico, el 0% eran de otras razas y el 0% pertenecían a dos o más razas. Del total de la población el 1.6% eran hispanos o latinos de cualquier raza.